# His Dark Materials (série de televisão)
His Dark Materials é uma série de televisão britânica de drama e fantasia, baseada nos livros da trilogia homônima de Philip Pullman. É produzida pelos estúdios BBC, New Line Cinema e Bad Wolf para a BBC One e HBO, com a última administrando a distribuição internacional.
A primeira temporada, de oito episódios, estreou em 3 de novembro de 2019 na BBC One, no Reino Unido, e em 4 de novembro na HBO, nos Estados Unidos e em outros mercados. A segunda temporada, de sete episódios, estreou em 8 de novembro de 2020 no Reino Unido e em 16 de novembro de 2020 nos Estados Unidos. A terceira e última temporada, de oito episódios, estreou primeiro na HBO em 5 de dezembro de 2022 e em 18 de dezembro de 2022 no Reino Unido. Todas as três temporadas receberam críticas geralmente positivas, com elogios ao elenco, visuais, valores de produção, trilha sonora e fidelidade ao material original.

## Premissa
His Dark Materials se passa em um mundo alternativo, onde todos os humanos têm companheiros animais chamados daemons, que são a manifestação da alma humana. A série segue a vida da jovem Lyra (Dafne Keen), órfã que vive com os estudiosos da Faculdade Jordan, em Oxford. Lyra descobre um segredo perigoso que envolve Lorde Asriel (James McAvoy) e Marisa Coulter (Ruth Wilson). Em sua busca pelo amigo desaparecido, Lyra também descobre uma série de sequestros e seu vínculo com a substância misteriosa chamada Pó.

## Elenco

### Principal
- Dafne Keen como Lyra Belacqua (mais tarde conhecida como Lyra da Língua Mágica), uma garota que foi criada na Faculdade Jordan
- Ruth Wilson como Marisa Coulter, uma poderosa agente do Magisterium que é a mãe de Lyra
- Amir Wilson como Will Parry, um estudante de Oxford cujo pai desapareceu há 13 anos
- Ruta Gedmintas como Serafina Pekkala, uma feiticeira que é a rainha do clã das feiticeiras do Lago Enara e ex-amante de Farder Coram
- Lin-Manuel Miranda como Lee Scoresby, um aeróstata
- Will Keen como Padre Hugh MacPhail (mais tarde Cardeal e Padre Presidente), um oficial do Magisterium
- James McAvoy como Lorde Asriel Belacqua, um catedrático e explorador que é o pai de Lyra e lidera a resistência contra a Autoridade (temporadas 1 e 3; convidado na temporada 2)
- Lewin Lloyd como Roger Parslow, um ajudante de cozinha na Faculdade Jordan que é o melhor amigo de Lyra (temporadas 1 e 3; convidado na temporada 2)
- Nina Sosanya como Elaine Parry, a mãe doente de Will (temporadas 1–2; convidada na temporada 3)
- Andrew Scott como Coronel John Parry, um fuzileiro naval e explorador que é o pai de Will; no mundo de Lyra, ele é um xamã conhecido como Stanislaus Grumman (temporadas 2–3; convidado na temporada 1)
- Lia Williams como Dra. Cooper, uma cientista do Magisterium que opera em Bolvangar e depois em Genebra (temporadas 1 e 3)
- Ariyon Bakare como Lorde Carlo Boreal, uma figura autoritária no Magisterium que cruza entre dois mundos; no mundo de Will, ele é conhecido como Sir Charles Latrom (temporadas 1–2)
- Gary Lewis como Thorold, assistente de Asriel (temporadas 1–2)
- Simone Kirby como Dra. Mary Malone, uma física do mundo de Will (temporadas 2–3)
- Jade Anouka como Ruta Skadi, uma rainha-feiticeira e ex-amante de Asriel (temporadas 2–3)
- Anne-Marie Duff como Maggie "Mãe" Costa, uma mulher gípcia que já cuidou de Lyra (temporada 1)
- James Cosmo como Farder Coram van Texel, um velho gípcio e ex-amante de Serafina Pekkala (temporada 1)
- Lucian Msamati como Lorde John Faa, o rei dos gípcios ocidentais (temporada 1)
- Daniel Frogson como Tony Costa, o filho mais velho de Mãe Costa (temporada 1)
- Clarke Peters como o Reitor da Faculdade Jordan (temporada 1)
- Georgina Campbell como Adele Starminster, uma jornalista (temporada 1)
- Sean Gilder como Padre Graves, um membro do Magisterium (temporada 2)
- Terence Stamp como Giacomo Paradisi, o portador da faca sutil residente em Cittàgazze (temporada 2)
- Bella Ramsey como Angélica, uma garota que vive em Cittàgazze (temporada 2)
- Adewale Akinnuoye-Agbaje como General Ogunwe, um lutador da resistência recrutado por Lorde Asriel (temporada 3)
- Jonathan Aris como Comandante Roke, um galivespiano de alguns centímetros de altura que trabalha como espião de Lorde Asriel (temporada 3)
- Chipo Chung como Xaphania, um anjo que faz parte da resistência de Lorde Asriel (temporada 3)
- Simon Harrison como Baruch, um anjo que procura Will para recrutá-lo para a causa de Lord Asriel (temporada 3)
- Kobna Holdbrook-Smith como Balthamos, companheiro de Baruch (temporada 3)
- Jamie Ward como Padre Gomez, um membro do Magisterium (temporada 3)
- Amber Fitzgerald-Woolfe como Ama, uma garota surda que traz suprimentos para a Sra. Coulter enquanto ela está escondida (temporada 3)
- Sian Clifford como Agente Salmakia, uma espiã galivespiana (temporada 3)
- Alex Hassell como Metatron, regente da Autoridade (temporada 3)

## Episódios
| Número | Episódio | Título                   | Dirigido por   | Escrito por | Exibição original      | Audiência no RU (milhões) | Audiência nos EUA (milhões) |
| ------ | -------- | ------------------------ | -------------- | ----------- | ---------------------- | ------------------------- | --------------------------- |
| 1      | 1        | "Lyra's Jordan"          | Tom Hooper     | Jack Thorne | 3 de novembro de 2019  | 9.72                      | 0.424                       |
| 2      | 2        | "The Idea of North"      | Tom Hooper     | Jack Thorne | 10 de novembro de 2019 | 7.71                      | 0.369                       |
| 3      | 3        | "The Spies"              | Dawn Shadforth | Jack Thorne | 17 de novembro de 2019 | ASD                       | 0.348                       |
| 4      | 4        | "Armour"                 | Otto Bathurst  | Jack Thorne | 24 de novembro de 2019 | ASD                       | ASA                         |
| 5      | 5        | "The Lost Boy"           | Otto Bathurst  | Jack Thorne | 1 de dezembro de 2019  | ASD                       | ASA                         |
| 6      | 6        | "The Daemon-Cages"       | Euros Lyn      | Jack Thorne | 8 de dezembro de 2019  | ASD                       | ASA                         |
| 7      | 7        | "The Fight to the Death" | Jamie Childs   | Jack Thorne | 16 de dezembro de 2019 | ASD                       | ASA                         |
| 8      | 8        | "Betrayal"               | Jamie Childs   | Jack Thorne | 22 de dezembro de 2019 | ASD                       | ASA                         |

| Número | Episódio | Título                | Dirigido por  | Escrito por                      | Exibição original      |
| ------ | -------- | --------------------- | ------------- | -------------------------------- | ---------------------- |
| 9      | 1        | “The City of Magpies” | Jamie Childs  | Jack Thorne                      | 16 de novembro de 2020 |
| 10     | 2        | “The Cave”            | Jamie Childs  | Jack Thorne / Francesca Gardiner | 23 de novembro de 2020 |
| 11     | 3        | “Theft”               | Leanne Welham | Jack Thorne / Sarah Quintrell    | 30 de novembro de 2020 |
| 12     | 4        | “Tower of the Angels” | Leanne Welham | Jack Thorne / Namsi Khan         | 07 de dezembro de 2020 |
| 13     | 5        | “The Scholar”         | Leanne Welham | Jack Thorne / Francesca Gardiner | 14 de dezembro de 2020 |
| 14     | 6        | "Malice"              | Jamie Childs  | Jack Thorne / Lydia Adetunji     | 21 de dezembro de 2020 |
| 15     | 7        | “Aesahaettr”          | Jamie Childs  | Jack Thorne                      | 28 de dezembro de 2020 |